# Utrecht

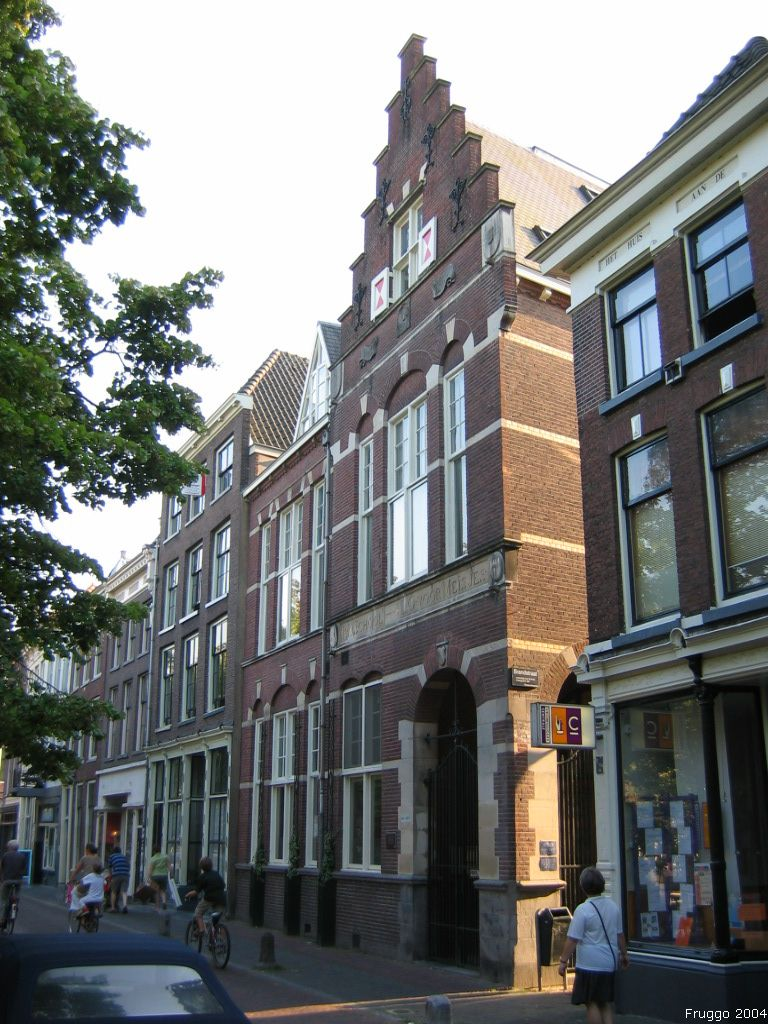
Casa natal del Papa Adrià VI

Utrecht és una ciutat del centre dels Països Baixos, capital de la província homònima. És la quarta del país en població (359.376 habitants el 2021).
Era la capital de la Senyoria d'Utrecht, una de les Disset Províncies i una de les fundadores de la república de les Set Províncies Unides. El 1713 s'hi signà el Tractat d'Utrecht, que segellà el destí de la Guerra de Successió Espanyola.
El 1843 s'inaugurà una línia de tren que l'unia amb Amsterdam, i d'aleshores ençà, esdevingué el centre de la xarxa ferroviària neerlandesa (hi ha les oficines centrals de la companyia nacional de ferrocarril, Nederlandse Spoorwegen).

## Geografia urbana
Utrecht és coneguda per la Torre de la Catedral d'Utrecht i els canals del centre de la ciutat. La Universitat d'Utrecht és la universitat més gran dels Països Baixos i una de les més prestigioses a Europa.
Utrecht és el centre de la xarxa de ferrocarrils neerlandesa, Nederlandse Spoorwegen ('Ferrocarrils Neerlandesos'). L'equip de futbol d'Utrecht és l'FC Utrecht.

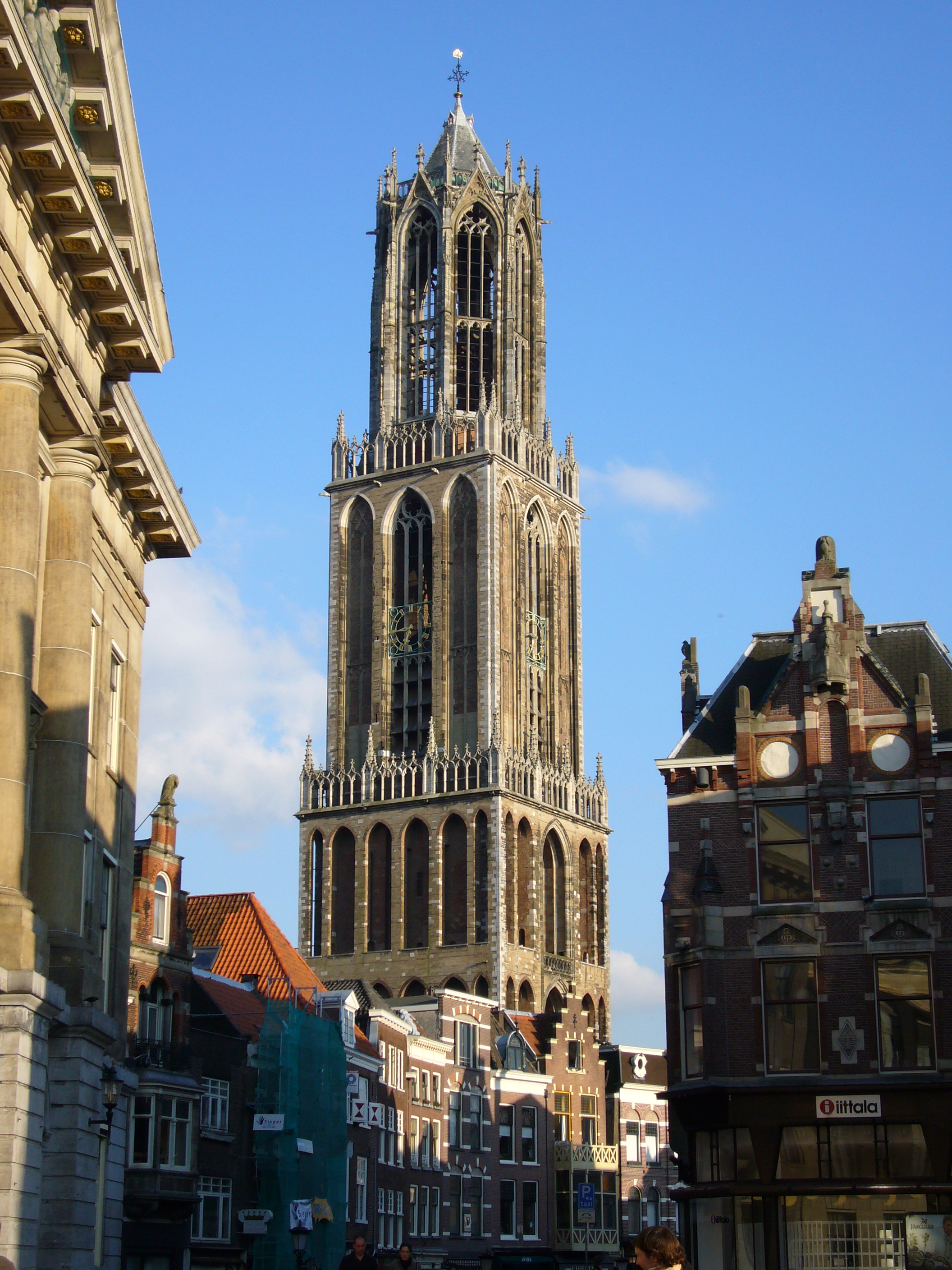
Torre de la Catedral.

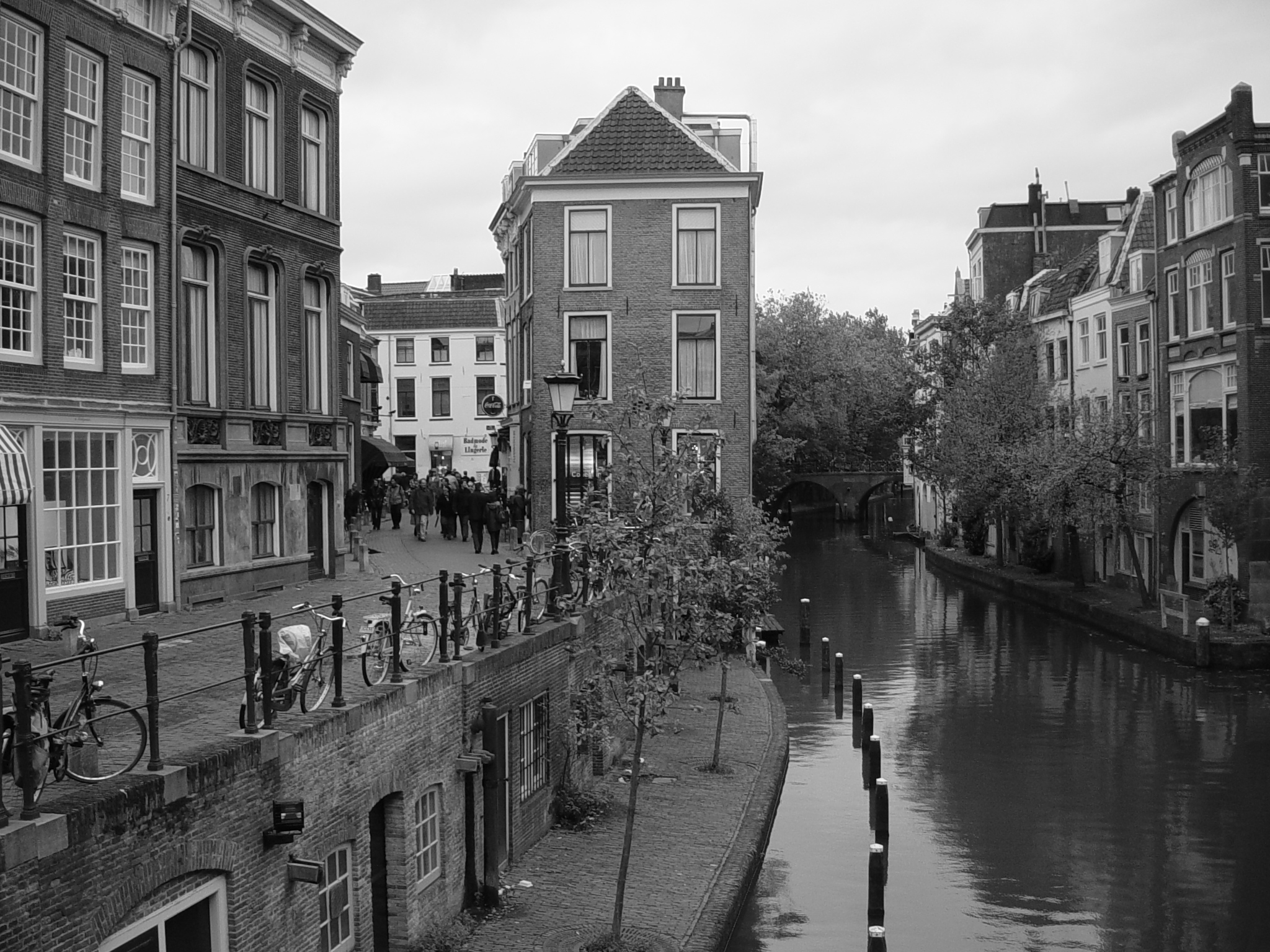
LOudegracht, és un dels canals del centre d'Utrecht.

| Districtes d'Utrecht | 1. Binnenstad 2. Utrecht-Oost 3. Leidsche Rijn 4. Utrecht-West 5. Overvecht 6. Utrecht-Zuid 7. Utrecht-Noordoost 8. Utrecht-Zuidwest 9. Utrecht-Noordwest 10. Vleuten-De Meern |

## Població en els municipis
- La ciutat d'Utrecht (població: 288.395)
- Vleuten-De Meern (població: 32.691) 
  - Haarzuilens
  - De Meern
  - Veldhuizen
  - Vleuten

Vleuten-De Meern té un municipi separat des de 2001, que inclou els municipis de Haarzuilens i Veldhuizen. La població data de l'1 de gener de 2007.
Prop del 69% de la població és neerlandesa, el 9% és marroquina, el 4% turca, el 3% Surin i el 15% d'altres ètnies. El 2021 tenia 359.376 habitants.

## Ajuntament
Des de 1962 el consistori d'Utrecht ha estat format per:
| Partit                     | 1962 | 1966 | 1970 | 1974 | 1978 | 1982 | 1986 | 1990 | 1994 | 1998 | 2000 | 2006 |
| PvdA                       | 18   | 13   | 16   | 17   | 16   | 15   | 19   | 12   | 9    | 9    | 7    | 14   |
| GL                         | 3    | 3    | 2    | 5    | 5    | 6    | 5    | 8    | 9    | 9    | 8    | 8    |
| VVD                        | 4    | 5    | 6    | 9    | 6    | 10   | 7    | 5    | 6    | 6    | 5    | 5    |
| SP                         | -    | -    | -    | -    | -    | -    | 1    | 1    | 2    | 3    | 3    | 5    |
| CDA                        | 20   | 20   | 17   | 13   | 15   | 12   | 10   | 10   | 6    | 4    | 4    | 4    |
| D66                        | -    | -    | 4    | 1    | 3    | 2    | 2    | 8    | 9    | 3    | 1    | 3    |
| Leefbaar Utrecht           | -    | -    | -    | -    | -    | -    | -    | -    | -    | 9    | 14   | 3    |
| CU                         | -    | -    | -    | -    | -    | -    | -    | -    | -    | 1    | 1    | 2    |
| Burger en Gemeenschap      | -    | -    | -    | -    | -    | -    | -    | -    | -    | -    | 2    | 1    |
| CP (86)/CD/Nederlands Blok | -    | -    | -    | -    | -    | -    | -    | 1    | 4    | 1    | -    | -    |
| Altres                     | -    | 4    | -    | -    | -    | -    | 2    | -    | -    | -    | -    | -    |
| Total                      | 45   | 45   | 45   | 45   | 45   | 45   | 45   | 45   | 45   | 45   | 45   | 45   |

## Història
La ciutat va ser visitada cap a l'any 965 pel viatger hispano-jueu Ibrahim ibn Ya'qub, qui descriu l'economia basada no en el cultiu sinó en els ramats i la llana, matèria primera de les valuoses capes frisones. També nota l'ús de torba en lloc de llenya.
El 1713, el tractat d'Utrecht, un conjunt de tractats entre els estats en guerra, posa final a la Guerra de Successió espanyola. Pels tractats d'Utrecht, Espanya va perdre, a més de Gibraltar i Menorca que passaren a mans britàniques, Sicília, que passà a la Casa de Savoia i Sardenya a Austria (ambdós territoris formaven part de la Corona d'Aragó des de feia gairebé 5 segles) a més de Flandes, i la resta de territoris europeus de la Corona d'Espanya.

## Cultura

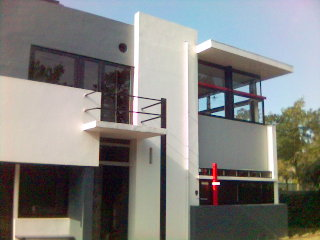
Rietveld Schröder House.

La ciutat d'Utrecht s'ha desimbolt des de sempre en un ambient de gran activitat cultural. Va ser un dels focus més destacats de la pintura holandesa, especialment dins del manierisme de finals del segle xvi.
Hi ha diversos teatres, el centre de música Vredenburg, el club de rock Tivoli, diverses sales de cinema, galeries d'art i nombrosos museus. Amb la intenció d'involucrar a la població en les activitats culturals a la ciutat d'Utrecht organitza regularment diumenges culturals en què diverses organitzacions ofereixen les seves activitats gratuïtament. A Utrecht resideix en l'actualitat una de les organitzacions de l'arquitectura moderna; com a mostra d'això hi ha la casa de Rietveld Schröder, que a 1924 es va incloure en la llista de la UNESCO com a Patrimoni Comú de la Humanitat.

### Museus
- Aboriginal Art Museum
- Centraal Museum (arts i història municipal)
- Museum Catharijneconvent (història de la cultura cristiana, així com arts a Holanda)
- National museum 'From musical clock to street organ' (diversos segles d'instruments musicals i mecànics, veure Museu Van Speelklok tot Pierement)
- Railroad Museum (història del ferrocarril holandès, vegeu Spoorwegmuseum)
- University museum (vegeu Universitat d'Utrecht)

## Persones il·lustres

### Arts
- Anneke van de Wal - escriptora
- Louis Andriessen - compositor
- Dick Bruna - escriptor, il·lustrador (Miffy)
- Theo van Doesburg - pintor, artista (Moviment De Stijl)
- Ronald Giphart - autor
- Gerhard van Honthorst - pintor
- Gerrit Rietveld - dissenyador, arquitecte (Moviment de De Stijl)
- Herman van Veen - comediant, cantant
- Henk Westbroek - cantant, DJ, polític local, propietari d'un bar
- Joachim Wtewael - pintor del manierisme i primer barroc (h. 1566-1638)
- Johann Wagenaar - compositor musical (h. 1862-1941)
- Yvon Baarspul (1918-1993) - director d'orquestra.
- Johannes Cornelius Hol (1874-1953) - musicòleg i compositor.
- Sylvia Kristel (1952 - 2012) actriu

### Esports
- Johan Aantjes - jugador i entrenador de waterpolo
- Tessa Appeldoorn - remera
- Marco van Basten - jugador i entenen de futbol
- Det de Beus - jugador d'hoquei
- Jacques Brinkman - jugador d'hoquei
- Marieke van Drogenbroek - remera
- Rob Druppers - corredor de mitjana distància
- Anton Geesink - Campió olimpico de judo
- Hans van Breukelen - jugador de futbol
- Martha Laurijsen - rower
- John van Loen - jugador de futbol
- Hans Parrel - jugador de waterpolo
- Diana van der Plaats - nedador
- Wesley Sneijder - jugador de futbol
- Wim van Spingelen - jugador de waterpolo
- Patricia Stokkers - nedador
- Carole Thate - jugador d'hoquei
- Jochem Uytdehaage - ice speed skater
- Gerald Vanenburg - jugador de futbol
- Gerrit Wormgoor - jugador de waterpolo
- Jan Wouters - jugador de futbol
- Ibrahim Afellay - jugador de futbol

### Ciència
- C.H.D. Buys Ballot - meteoròleg, Llei de Buys Ballot
- Gerard 't Hooft - Premi Nobel en Física 1999

### Miscel·lània
- Papa Adrià VI - líder religiós
- Anton Reinhard Falck - polític i advocat
- Fred Kaps - mag, il·lusionista
- Trijn van de Leemput - dona coneguda a la localitat heroïna de la guerra dels vuitanta anys

## Agermanaments
- Brno
- Hannover
- León